# Mbancham
Mbancham est une localité du Cameroun située dans la Région du Nord-Ouest, le département du Bui et l'arrondissement d'Oku.

## Population
Lors du recensement de 2005, on y a dénombré 1 892 personnes.
Selon une source locale de 2012, la localité comptait 1 530 habitants.